# Геннадий (Вылчев)
Епископ Геннадий (в миру Георгий Петров Вылчев, болг. Георги Петров Вълчев; 12 февраля 1955, Голям-Манастир, Ямболская область — 26 мая 2008, София) — епископ, сначала т.н. Альтернативного Синода, а с 1998 года — Болгарской православной церкви, епископ Мелнишский, игумен Троянского монастыря.

## Биография
В 1969 году получил неполное среднее образование в городе Трявна.
9 марта 1978 года в Врачешском монастыре митрополитом Ловчанским Григорием (Узуновым) пострижен в монашество с именем Геннадий.
25 декабря 1978 года в храме святой Недели в Ловече тем же архиереем рукоположён в сан иеродиакона.
26 декабря 1978 года рукоположён в сан иеромонаха и зачислен в состав братии Гложенского монастыря.
С 1 апреля 1980 по 1981 года игумен на Гложенском монастыре.
С 1980 по 1985 года сдаёт дополнительный экзамен и завершает полный курс Софийской духовной семинарии.
С 1981 по 1998 год игумен Чекотинского монастыря святого Архангела Михаила возле села Калугерово.
9 марта 1986 года по решению Священного Синод возведён в сан архимандрита митрополитом Ловчанским Григорием.
В 1989—1991 года делегат Священного Синода в качестве исполнявшего должность директора Синодального производственного комплекса «Илиенци» в Софии. Одновременно директор на Монастырско-производственной деятельности при Чекотинском монастыре святого Архангела Михаил.
В 1991 году окончил духовную академию святого Климента Охридского в Софии.
В мае 1992 года присоединился к новосозданному т.н. Альтернативному Синоду Болгарской православной церкви, где 10 октября 1992 года хиротонисан в сан титулярного епископа Знепольского, а в 1995 году переведён на кафедру митрополита Доростольско-Червенского.
1 октября 1998 года решением Всеправославного собора по икономии принят в лоно Церкви в сущем сане, но с титулом епископа Мелнишского.
С 10 декабря 1998 года — делегат Священного Синода и игумен Троянского монастыря.
Скончался 26 мая 2008 года в софийской клинике святой Анны после острого приступа тромбофлебита.
Отпевание возглавил митрополит Ловчанский Гавриил; в нём приняли участие в общей сложности 14 епископов и десятки священников из разных епархий.
Согласно его воле, он был похоронен спустя сутки в Правеце, где с 80-х годов у него был дом.